# Józef Zeydlitz
Józef Zeydlitz (Zaydlitz) (ur. w 1755 w Chłapowie, zm. 1835) – pułkownik Wojska Polskiego.
W czasie wojny polsko-rosyjskiej 1792 major w 10 Regimencie Pieszym. Po przegranej wojnie przystał do wojskowej konspiracji przygotowującej wybuch powstania w Warszawie, gdzie razem z mjr. Wojciechem Greffenem reprezentowali polskich jakobinów. Następnie został dowódcą 10 Regimentu Pieszego w 1794 w randze pułkownika. Po III rozbiorze i upadku Rzeczypospolitej na emigracji, stronnik paryskiej Deputacji. Szef 3. batalionu w Legii Naddunajskiej (1800), szef 3. batalionu w Legionach Polskich we Włoszech. W okresie Księstwa Warszawskiego w komendanturach placu. Po upadku Napoleona został szefem weteranów w Królestwie Polskim.
W 1830 roku został odznaczony Znakiem Honorowym za 50-letnią służbę w wojsku polskim.